# Битва при Эльгаросе
Битва при Эльгаросе — сражение, произошедшее 14 ноября 1205 года в королевском поместье Эльгарос на самом севере Вестергётланда между Домом Сверкеров и Домом Эриков, которые сражались за шведскую корону. Первое упоминание о битве появилось в Chronologia Vetus, приблизительно после 1260-х годов. Там нет другой информации, кроме упоминания о битве в Эльгаросе в 1205 году. Более поздние источники начала XIII века определяют дату битвы в ноябре, вероятно, на достаточно твёрдых основаниях.
Четверо сыновей бывшего короля Кнута I вошли в конфликт с королём Сверкером II примерно в 1204 году и искали поддержки среди партии биркебейнеров в Норвегии. Лидер биркебейнеров ярл Хокон Безумный в январе 1205 года выдвинул свои требования. Братья, из которых только Эрик Кнутссон известен по имени, вернулись в Швецию в том же году. В какой степени они имели норвежскую военную поддержку, неясно.
Осенью 1205 года братья пребывали в поместье Эльгарос, когда на них напал клан Сверкера. В последующей битве все братья были убиты, кроме Эрика. Скупые источники ясно показывают, что это была битва, а не просто массовая резня. Эрику удалось ускользнуть, в соответствии с гораздо более поздними преданиями, увезённым с места битвы легендарным Фале Бюре.
Поместье было полностью сожжено и заброшено, и с тех пор неизвестно, где оно находилось. Устные предания говорят, что это было «в 2000 шагах от церкви Эльгарос в том направлении, где солнце поднимается в сентябре».
После поражения Дома Эриков в этой битве Эрик отправился в Норвегию, где пробыл в течение следующих 2-3 лет. Он вернулся из своей ссылки в 1207-08 годах и стал королём Швеции после того, как победил Сверкера в битве под Леной. Сверкер позже был убит в битве при Гестилрене в 1210 году.